# Метрополітен Маніли
Метрополітен Маніли (англ. Manila Metro Rail Transit System, MRTS, також відома як англ. MRT) — мережа метрополітену, що обслуговує Національний столичний регіон Філіппін. Разом зі швидкісним трамваєм Маніли та PNR Metro Commuter Line Філіппінських національних залізниць, система складає залізничну інфраструктуру національного столичного регіону. За 2022 рік обслужила 98,330,683 пасажирів, або 273,141 на день.